# Alfa Romeo Alfetta

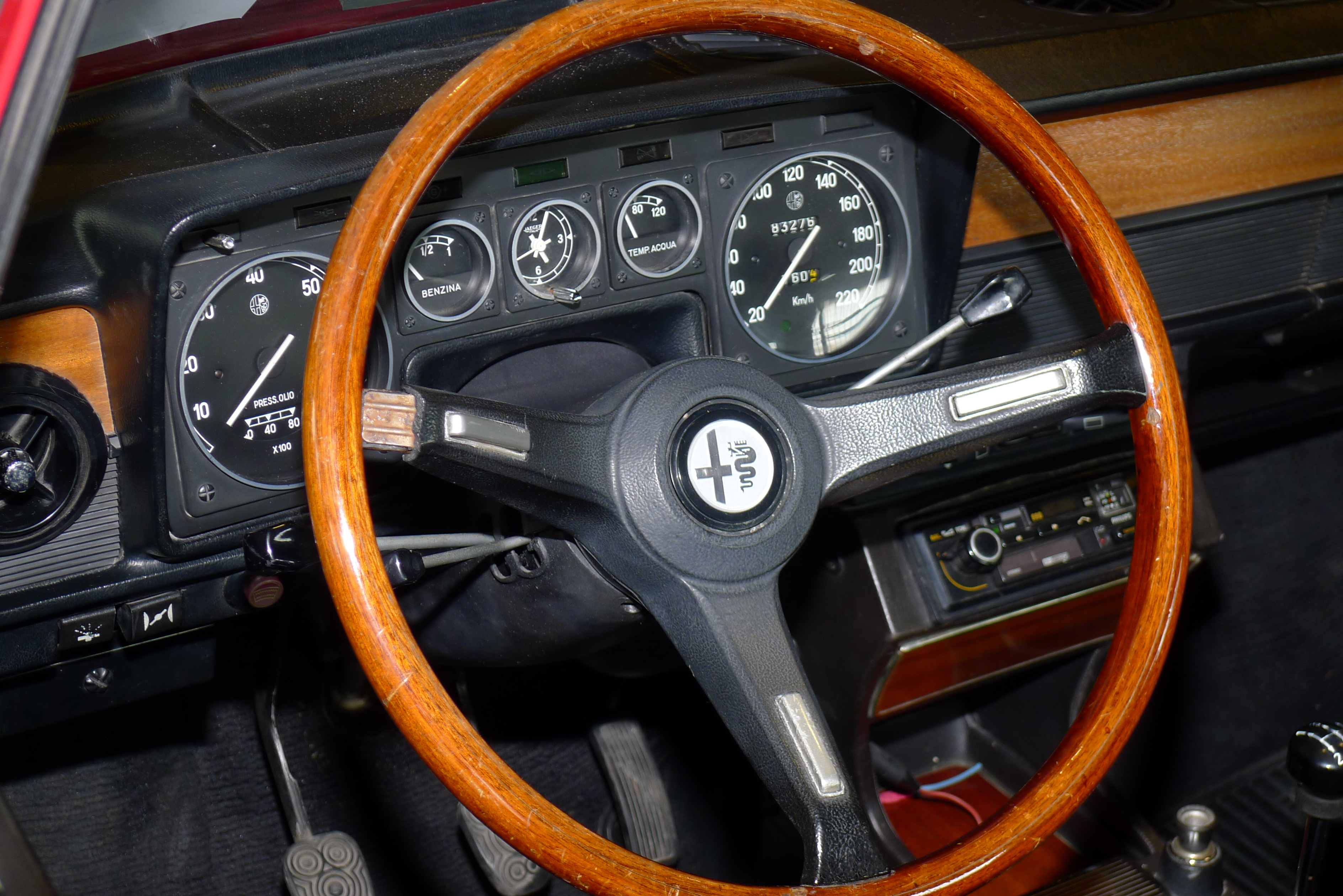
Armaturenbrett einer Alfetta 1.8 der ersten Serie

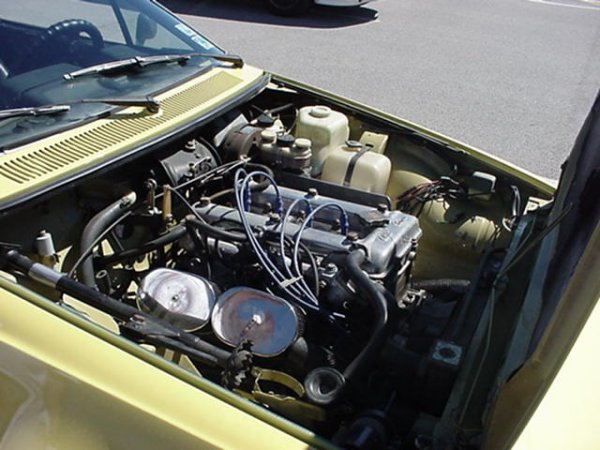
Motorraum einer Alfetta GT

Die Alfetta ist eine viertürige Limousine der gehobenen Mittelklasse von Alfa Romeo, die von Frühjahr 1972 bis Herbst 1984 gebaut wurde.
Das Fahrzeug war oberhalb der Alfa Romeo Giulia Limousine angesiedelt und stand in Konkurrenz zur seit Anfang 1968 im eigenen Haus hergestellten Berlina 1750/2000. 

## Geschichte

### Name
Der Name entstammt dem Alfa Romeo-Formel-1-Rennwagen Alfetta Typ 159, mit dem 1950 Giuseppe Farina und 1951 Juan Manuel Fangio erste Plätze herausfuhren. Der Name „Alfetta“ bedeutet „kleiner Alfa“. Der Grund für die Namensgleichheit war der Antriebsstrang. Bei beiden Fahrzeugtypen war der Motor vorn und das Getriebe zusammen mit dem Differential hinten eingebaut. Diese Transaxle-Bauweise war bei Serienfahrzeugen nach dem Ersten Weltkrieg selten (Beispiele: Csonka, Škoda Popular, Lancia Aurelia).

### Markterfolg
Die Alfetta war zunächst ein großer Markterfolg. In der Zeitschrift auto, motor und sport konnte der Wagen einen Vergleichstest mit dem im September 1972 neu erschienenen BMW 520 aufgrund seines günstigeren Preises für sich entscheiden. Probleme der Alfetta waren allerdings mangelnde technische Zuverlässigkeit und die hohe Rostanfälligkeit. Diese Probleme hatten in den 1970er-Jahren auch andere Modelle von Alfa Romeo, was dem Ruf der Marke nachhaltig schadete. Das Nachfolgemodell Alfa Romeo 90 wurde im Herbst 1984 vorgestellt.

## Technik

### Antriebsstrang
Das Getriebe der Alfetta saß vor der Hinterachse. Vor dem Getriebe war die Kupplungsglocke angeflanscht. Die Antriebswelle enthielt zur Vibrationsentkopplung drei Giubo-Kupplungen, rotierte mit Motordrehzahl und verband den vorne liegenden Motor mit der hinteren Einheit aus Kupplung, Getriebe und Differential. Die Massen verteilen sich gleichmäßig auf beide Achsen (Gewichtsverteilung von 50:50) und bringen so gegenüber konventionellem Hinterradantrieb mehr Gewicht auf die Antriebsräder, was die Traktion verbessert.
Außerdem ermöglicht dies neutrales Verhalten beim Kurvenfahren, unabhängig vom Beladungszustand. Während durch diese Bauart die Vorderachse entlastet und so eine Leichtgängigkeit der Zahnstangenlenkung erreicht wurde, half auf der anderen Seite die Mehrbelastung auf der Hinterachse der Alfetta zu einer besseren Straßenlage, auch unter schlechten Bedingungen wie Regen und Schnee.

### Fahrwerk
Die Alfetta hatte eine De-Dion-Achse mit Schraubenfedern und Teleskopstoßdämpfern. Diese Konstruktion kombiniert die Vorteile der Starrachse (Spur- und Sturzkonstanz) und die der Einzelradaufhängung (geringe ungefederte Massen, Komfort) wegen des am Aufbau sitzenden Differenzials. Der Achskörper hatte ungefähr die Form eines Trapezes, dessen schmale Seite nach vorne zeigte. Dort war die Achse vor dem Getriebe in Gummi gelagert (Deichselachse). Zur Querführung hinten diente ein Wattgestänge hinter der Achse. Die hinteren Bremsscheiben waren innenliegend, das heißt direkt auf den Differentialausgangswellen angeflanscht. So wurden die ungefederten Massen an den Rädern weiter verringert.
An der Vorderachse gab es Doppelquerlenker und längs liegende Torsionsstabfedern (Drehstabfedern), um Platz im Motorraum zu schaffen. Die Entwicklung fand vor der Ölkrise von 1973 statt, und es sollten größere Motoren eingebaut werden können, wie zum Beispiel der V8 aus dem Montreal.
Die Alfetta besaß vier servounterstützte Scheibenbremsen.

### Motor
Der Wagen wurde mit dem 1750er-Motor mit 1779 cm³ und 122 PS (90 kW) angeboten, den Alfa Romeo auch in anderen Fahrzeugen verwendete. 1977 folgte die 2000er-Maschine mit 121 PS (89 kW), später auch 130 PS (96 kW), bereits Anfang 1975 als Einstiegsmodell die 1600er-Maschine der Alfa Romeo Giulia. Der 1600er-Motor in der Alfetta war etwas leistungsstärker als der in der weiterhin gebauten Giulia Nuova Super, bedingt durch diverse Feinabstimmungen und einen elektrischen Lüfter. 1979 wurde die Alfetta erstmals auch mit einem Turbodieselmotor angeboten, der 82 PS (60 kW) und durch Hubraumvergrößerung auf 2,4 Liter ab 1983 95 PS (70 kW) leistete. In den USA fand ab 1975 der Zweilitermotor aus den Vorgängermodellen mit mechanischer Spica-Saugrohreinspritzung und 82 kW (112 PS), im GTV später der 2,5-Liter-V6, Verwendung. In der letzten Version von 1983 wurde ein Motor mit Bosch Motronic und einer verstellbaren Einlassnockenwelle eingebaut.

## Ausstattung und Design
Das Design stammt von Bertone. 
Ab Mitte 1974 gab es zusätzlich die Alfetta mit 1600er-Maschine (Verkaufsbezeichnung: Alfetta 1.6), eine Art Sparversion (diese ist äußerlich an den Einfachscheinwerfern und hornlosen Stoßstangen erkennbar).
Ab Anfang 1975 hieß die bisherige Alfetta fortan Alfetta 1.8 und erfuhr äußerlich kleine Überarbeitungen in Form eines breiteren Alfa Romeo-Herzens („Scudetto“), anderen Scheinwerferringen und eines abgeänderten Frontgrills.
Im Herbst 1977 erschien mit stark modifiziertem und neuem Design die Alfetta 2000, unter anderem mit Rechteckscheinwerfern, breiteren Stoßfängern, nach hinten öffnender Motorhaube sowie geschraubten statt geschweißten vorderen Kotflügeln. Ab Herbst 1979 war mit der gleichen Form die Alfetta Turbo Diesel (2 Liter Hubraum) erhältlich, und Anfang 1983 kam noch die Alfetta mit 2.4-l-Turbodiesel hinzu.
Im Frühjahr 1982 wurden weitere Modifikationen durchgeführt. So wurden neben breiten seitlichen Plastikverkleidungen teilweise wieder Doppelscheinwerfer eingebaut. Darunter saßen aber im Gegensatz zur Erstversion weiterhin die im Herbst 1977 eingeführten Stoßstangen mit seitlichen Plastikecken.
Bis Anfang 1986 wurden 478.812 Exemplare produziert.

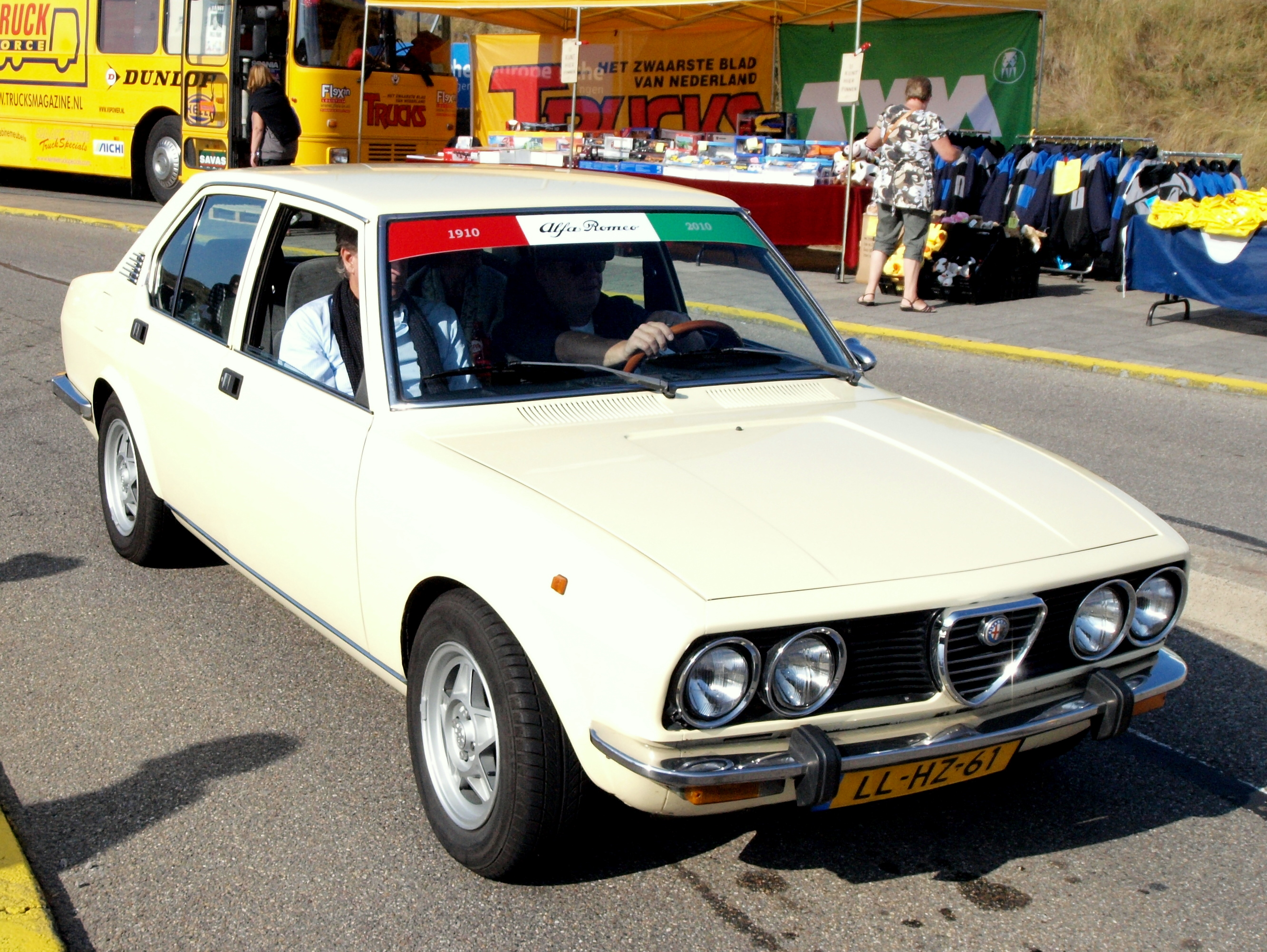
Alfa Romeo Alfetta (1975–1977)
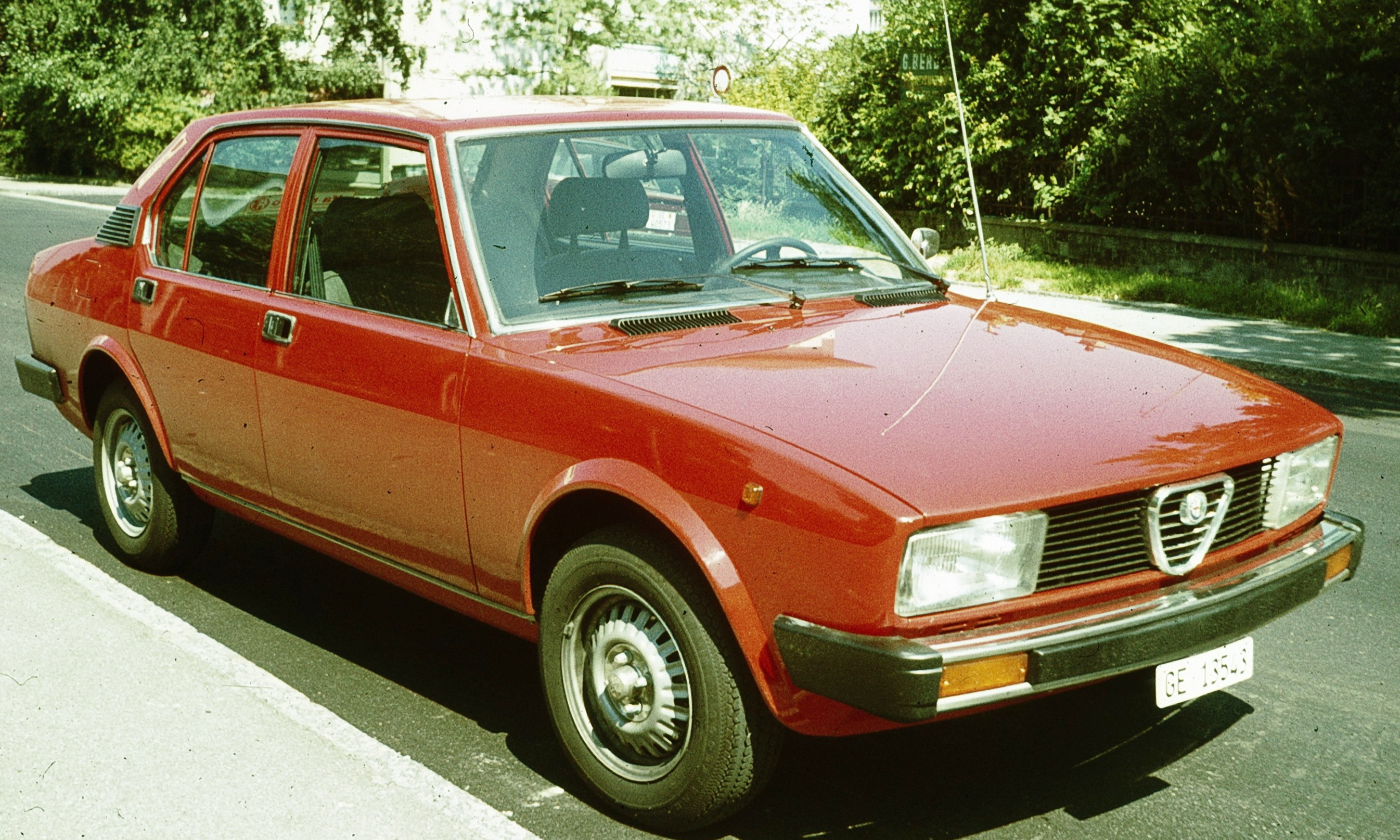
Alfa Romeo Alfetta (1977–1982)
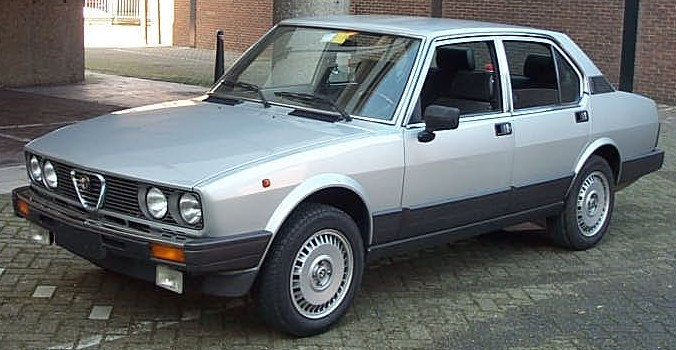
Alfa Romeo Alfetta (1982–1984)

## Alfetta GTV
Wie bei Alfa Romeo üblich, wurden auf der Grundlage eines Erfolgsmodells auch weitere Varianten angeboten. Als Ergänzung erschien im Frühjahr 1974 das dreitürige Sportcoupé Alfetta GT bzw. GTV. Dieses Modell gab es später auch mit V6-Motor.
Im Herbst 1980 erhielt das nun GTV genannte Coupé ein grundlegendes Facelift. Dabei erhielten die Modelle Stoßfänger, Spoiler und Seitenverkleidungen aus Kunststoff. Weiterhin wurden Armaturenbrett und Rückleuchten neu gestaltet.

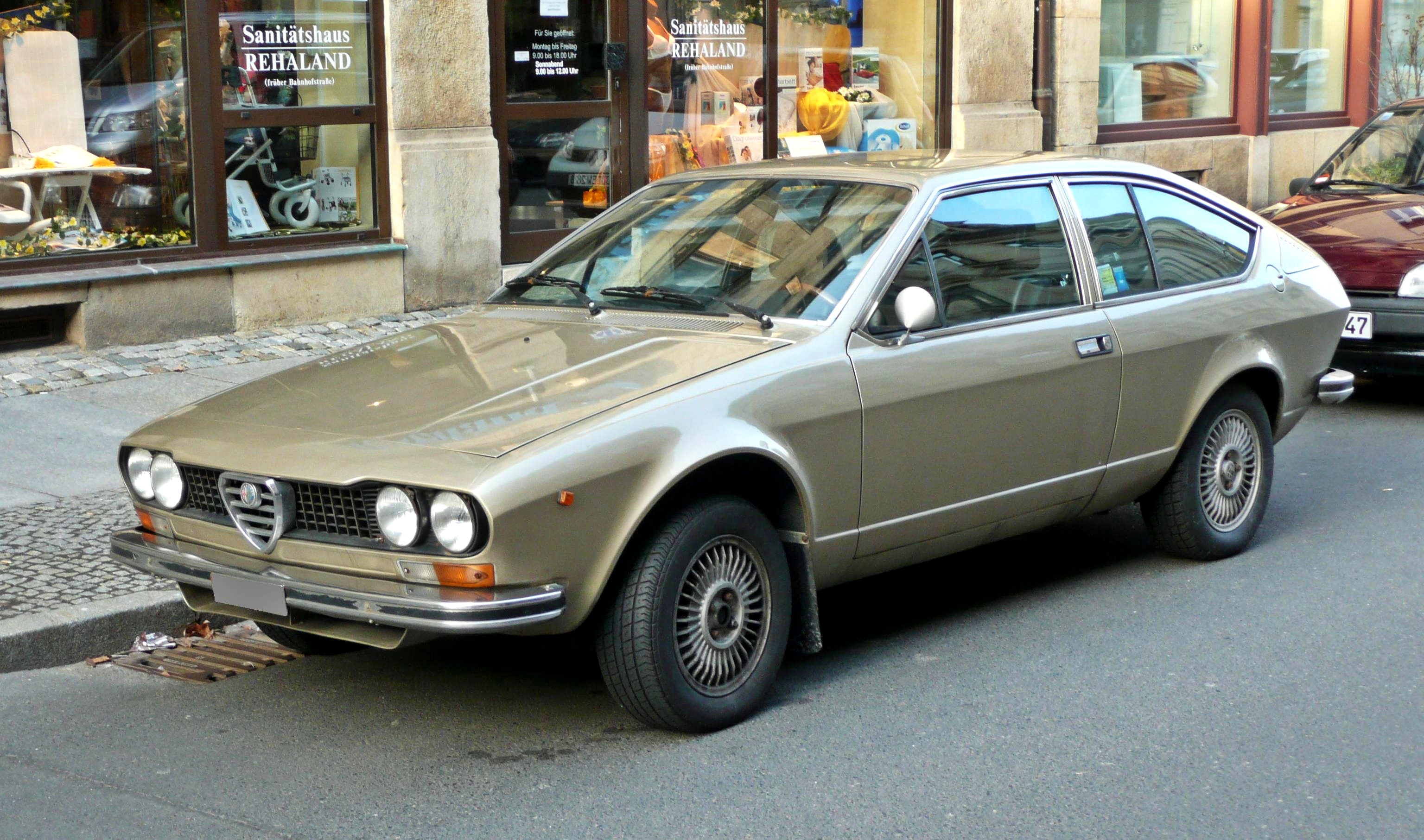
Alfa Romeo Alfetta GT (1974–1980)
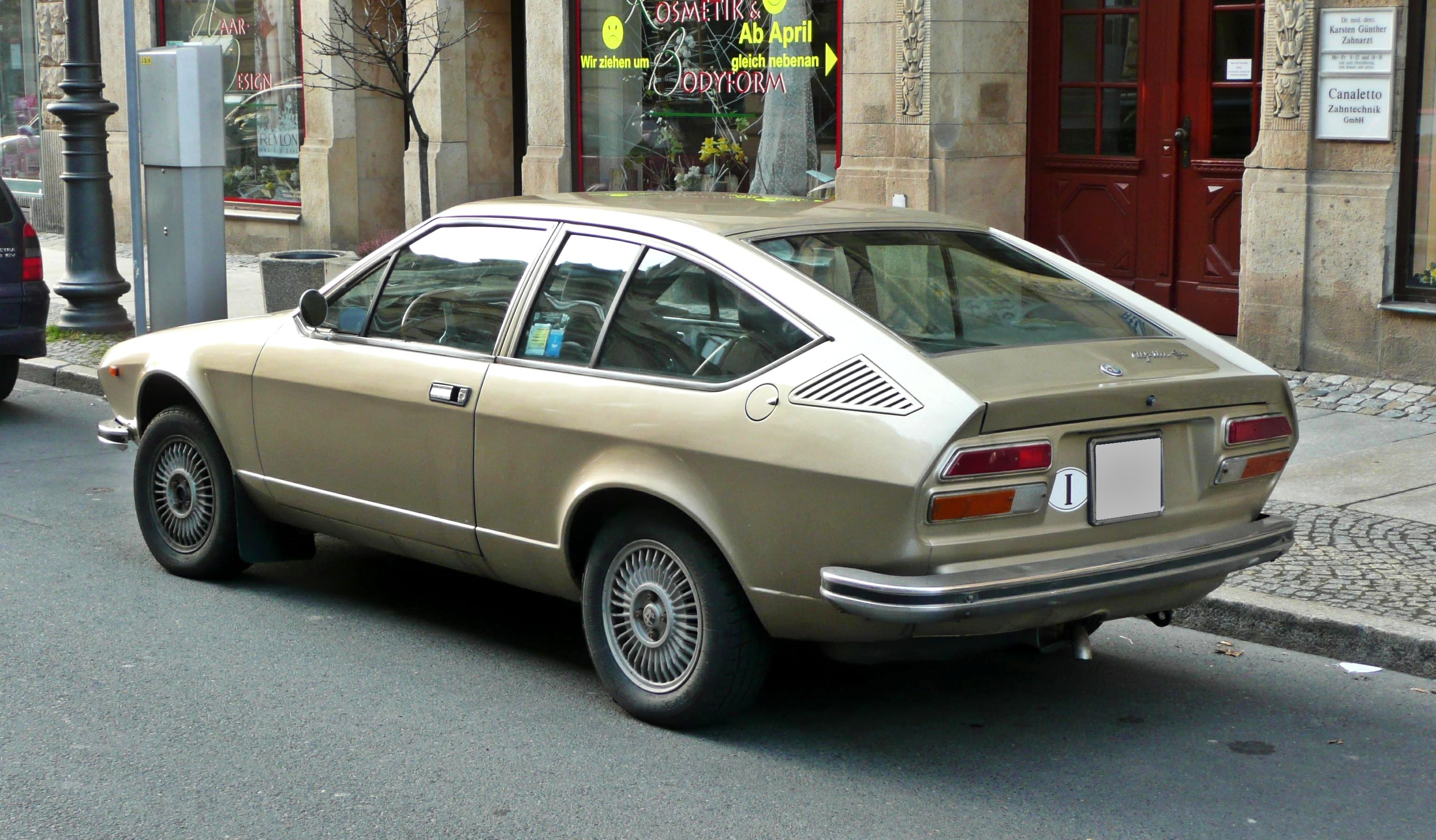
Alfa Romeo Alfetta GT (1974–1980)